# Adamów (gmina w powiecie zamojskim)
Adamów (do 1954 gmina Suchowola) – gmina wiejska w województwie lubelskim, w powiecie zamojskim. Siedzibą władz gminy jest Adamów. Według danych z 30 czerwca 2004 gminę zamieszkiwało 5145 osób.
W latach 1975–1998 gmina położona była w województwie zamojskim.

## Ochrona przyrody
Na obszarze gminy znajduje się rezerwat przyrody Debry chroniący starodrzew bukowo-jodłowy z wieloma rzadkimi gatunkami roślin górskich w runie, występujących na wierzchowinie oraz w kilku wąwozach.

## Struktura powierzchni
Według danych z roku 2002 gmina Adamów ma obszar 110,55 km², w tym:
- użytki rolne: 56%
- użytki leśne: 41%

Gmina stanowi 5,9% powierzchni powiatu.

## Demografia

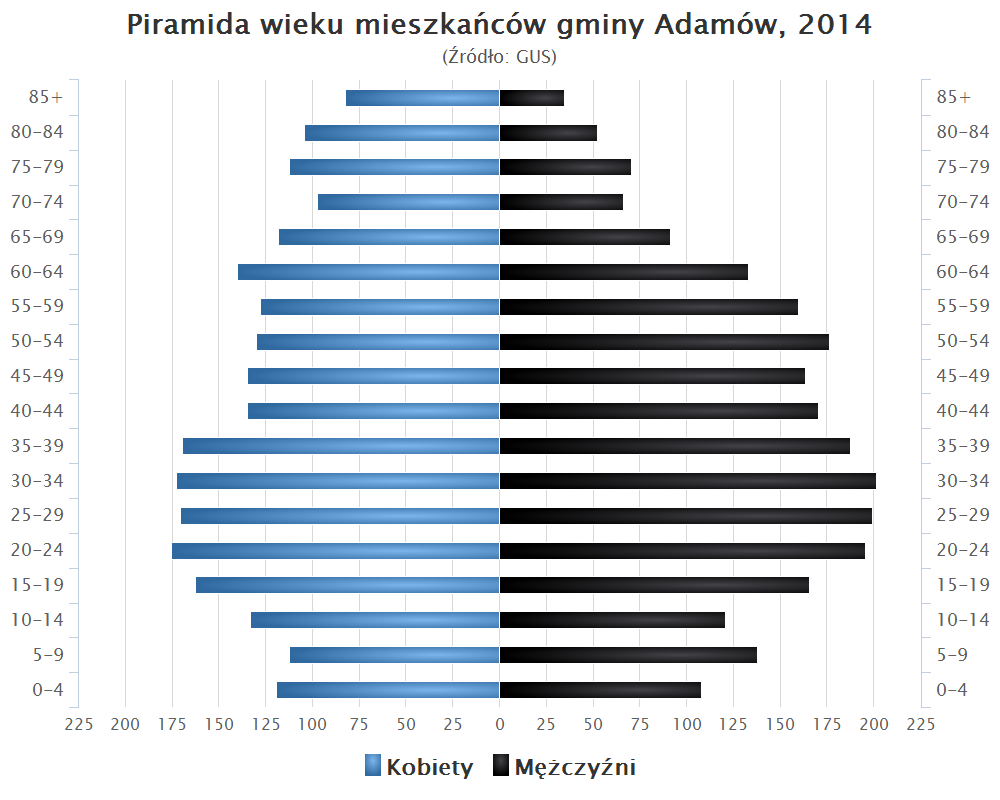
Piramida wieku mieszkańców gminy Adamów w 2014 roku

Dane z 30 czerwca 2004:
| Opis                              | Ogółem | Ogółem | Kobiety | Kobiety | Mężczyźni | Mężczyźni |
| --------------------------------- | ------ | ------ | ------- | ------- | --------- | --------- |
| jednostka                         | osób   | %      | osób    | %       | osób      | %         |
| populacja                         | 5145   | 100    | 2600    | 50,5    | 2545      | 49,5      |
| gęstość zaludnienia (mieszk./km²) | 46,5   | 46,5   | 23,5    | 23,5    | 23        | 23        |

## Sołectwa
Adamów, Bliżów, Bondyrz, Boża Wola (Boża Wola A, Boża Wola B), Feliksówka, Jacnia, Potoczek, Rachodoszcze, Suchowola (Suchowola A, Suchowola B), Suchowola-Kolonia, Szewnia Dolna, Szewnia Górna, Trzepieciny
Wsie bez statusu sołectwa: Czarnowoda, Grabnik, Malinówka.

## Sąsiednie gminy
Krasnobród, Krynice, Łabunie, Zamość, Zwierzyniec.